# Grand Prix automobile de Monaco 1931

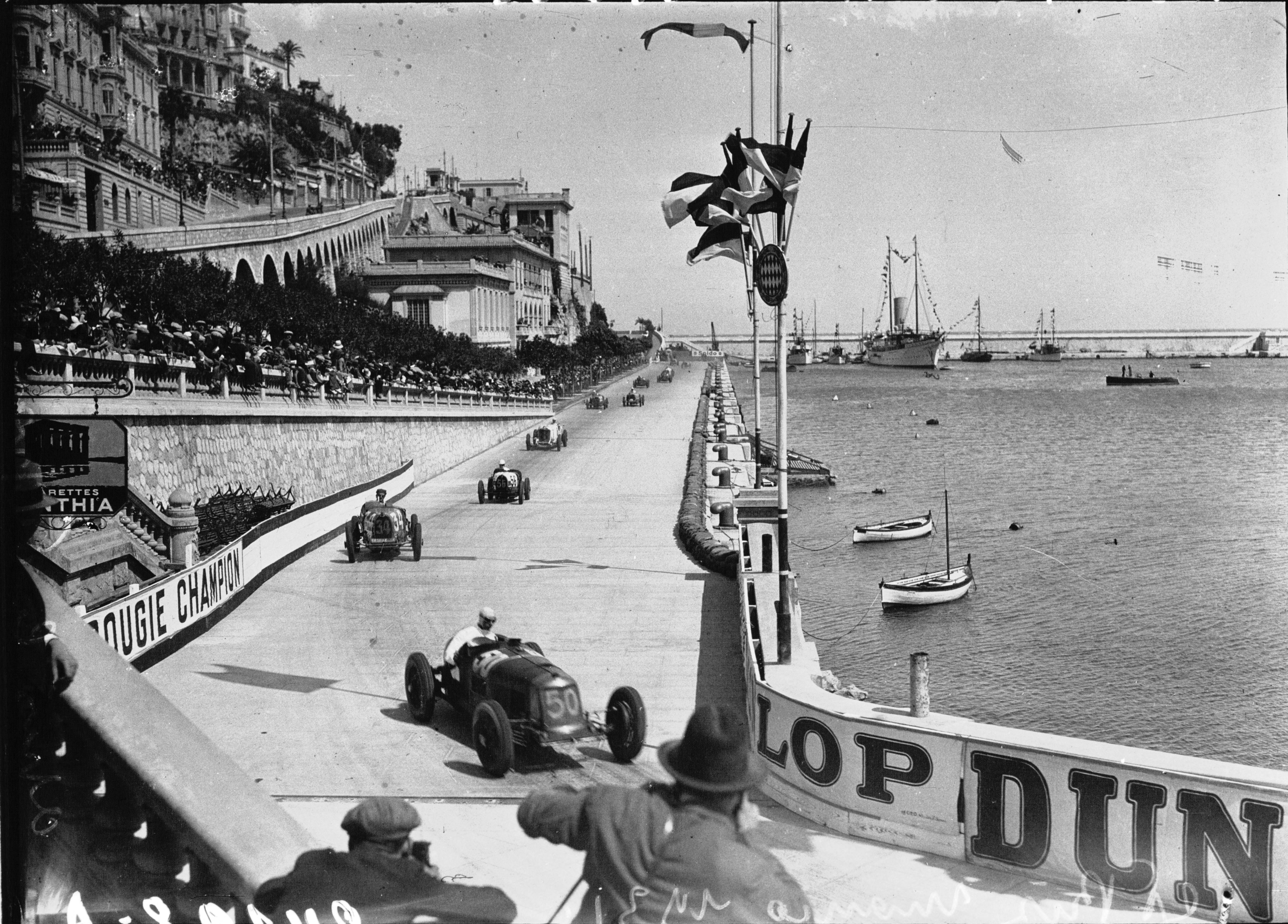
Peu après le départ, René Dreyfus en tête.

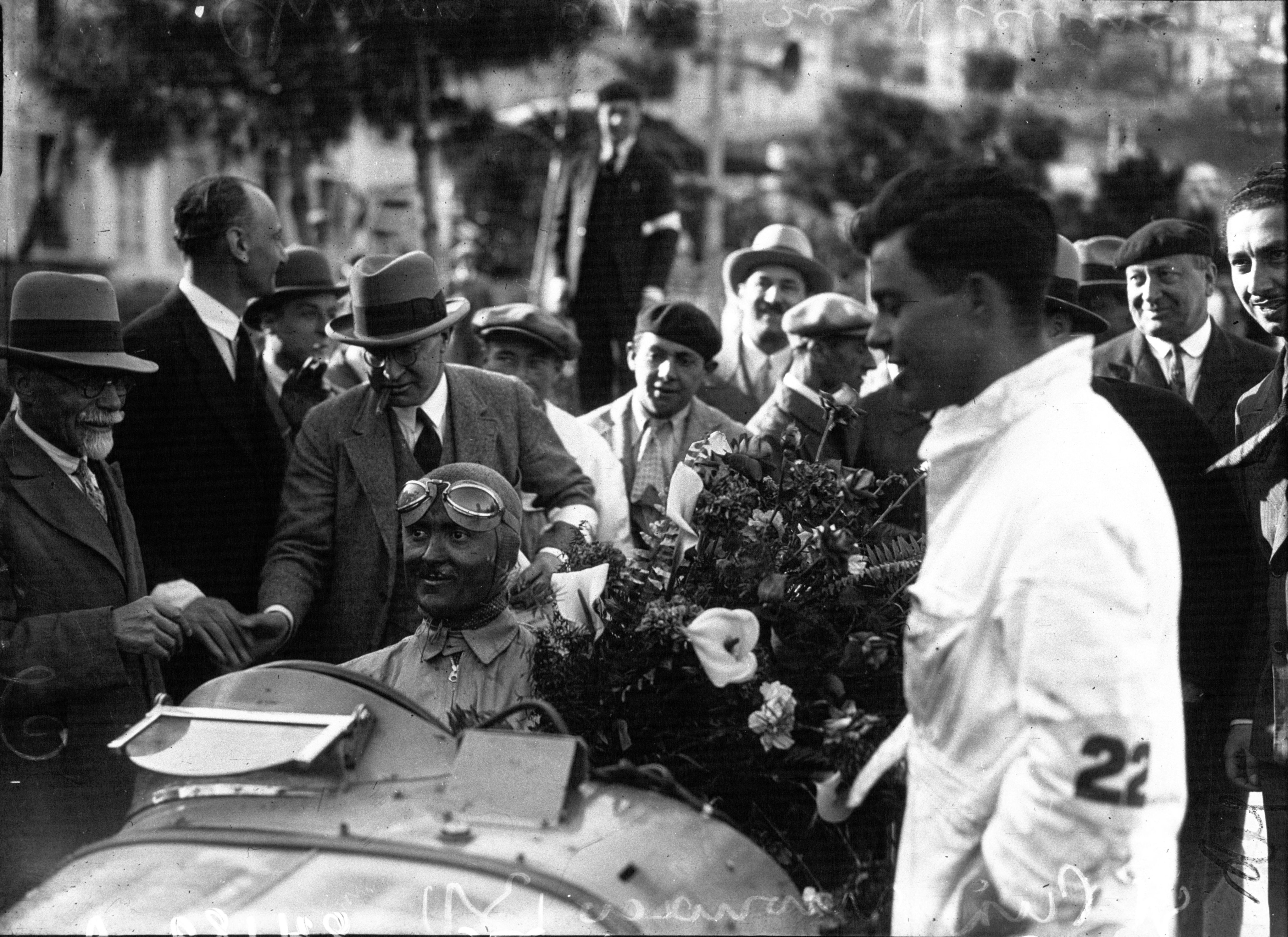
Louis Chiron, vainqueur du GP de Monaco 1931.

Le Grand Prix automobile de Monaco 1931 est un Grand Prix qui s'est tenue sur le circuit de Monaco le 19 avril 1931. L'épreuve est remportée par le monégasque Louis Chiron sur Bugatti Type 51.

## Grille de départ
| 1re ligne | Pos. 3              | Pos. 2                   | Pos. 1                  |
| --------- | ------------------- | ------------------------ | ----------------------- |
|           | Ackerl Bugatti      | Stuber Bugatti           | Dreyfus Maserati        |
| 2e ligne  | Pos. 6              | Pos. 5                   | Pos. 4                  |
|           | Divo Bugatti        | Caracciola Mercedes-Benz | Grover-Williams Bugatti |
| 3e ligne  | Pos. 9              | Pos. 8                   | Pos. 7                  |
|           | Biondetti Maserati  | « Dribus » Peugeot       | Lehoux Bugatti          |
| 4e ligne  | Pos. 12             | Pos. 11                  | Pos. 10                 |
|           | Von Morgen Bugatti  | Chiron Bugatti           | Varzi Bugatti           |
| 5e ligne  | Pos. 15             | Pos. 14                  | Pos. 13                 |
|           | Penn-Hughes Bugatti | Fagioli Bugatti          | Zehender Alfa Romeo     |
| 6e ligne  | Pos. 18             | Pos. 17                  | Pos. 16                 |
|           | Burggaller Bugatti  | Curzon Bugatti           | Étancelin Bugatti       |
| 7e ligne  | Pos. 21             | Pos. 20                  | Pos. 19                 |
|           | Czaykowski Bugatti  | Bouriat Bugatti          | Zanelli Bugatti         |
| 8e ligne  | Pos. 24             | Pos. 23                  | Pos. 22                 |
|           |                     | Pedrazzini Maserati      | Zu Leiningen Bugatti    |

## Classement
| Pos. | no | Pilote                      | Écurie           | Châssis               | Tours | Temps/Abandon         | Grille |
| ---- | -- | --------------------------- | ---------------- | --------------------- | ----- | --------------------- | ------ |
| 1    | 22 | Louis Chiron                | Bugatti          | Bugatti Type 51       | 100   | 3 h 39 min 9 s 2      | 11     |
| 2    | 52 | Luigi Fagioli               | Maserati         | Maserati Tipo 26 M    | 100   | + 3 min 55 s 4        | 14     |
| 3    | 26 | Achille Varzi               | Bugatti          | Bugatti Type 51       | 100   | + 4 min 4 s 0         | 10     |
| 4    | 20 | Guy Bouriat                 | Bugatti          | Bugatti Type 51       | 98    | + 2 tours             | 20     |
| 5    | 46 | Goffredo Zehender           | Scuderia Ferrari | Alfa Romeo 6C 1750 GS | 97    | + 3 tours             | 13     |
| 6    | 38 | « Dribus »                  | Privé            | Peugeot 174S          | 96    | + 4 tours             | 8      |
| Abd. | 50 | René Dreyfus                | Maserati         | Maserati Tipo 26 M    | 91    | Magneto               | 1      |
| 7    | 48 | Clemente Biondetti          | Maserati         | Maserati Tipo 26 M    | 91    | + 9 tours             | 9      |
| 8    | 12 | Clifton Penn-Hughes         | Privé            | Bugatti Type 35       | 89    | + 11 tours            | 15     |
| 9    | 30 | Comte Stanisław Czaykowski  | Privé            | Bugatti Type 35B      | 85    | + 15 tours            | 21     |
| Abd. | 24 | Albert Divo                 | Bugatti          | Bugatti Type 51       | 66    | Moteur                | 6      |
| Abd. | 10 | Francis Curzon              | Privé            | Bugatti Type 51       | 62    | Moteur                | 17     |
| Abd. | 56 | Hans Stuber                 | Privé            | Bugatti Type 35C      | 59    | Arbre de transmission | 2      |
| Abd. | 16 | Bernhard Ackerl             | Privé            | Bugatti Type 37A      | 55    | Transmission          | 3      |
| Abd. | 8  | Rudolf Caracciola           | Privé            | Mercedes-Benz SSKL    | 53    | Moteur                | 5      |
| Abd. | 18 | Juan Zanelli                | Privé            | Bugatti Type 35B      | 47    | Piston                | 19     |
| Abd. | 4  | Hermann zu Leiningen        | Bugatti          | Bugatti Type 35C      | 31    | Boîte de vitesses     | 22     |
| Abd. | 6  | Heinrich-Joachim von Morgen | Bugatti          | Bugatti Type 35B      | 28    | Transmission          | 12     |
| Abd. | 2  | Ernst-Günther Burggaller    | Bugatti          | Bugatti Type 35B      | 26    | Moteur                | 18     |
| Abd. | 32 | Marcel Lehoux               | Privé            | Bugatti Type 35B      | 15    | Transmission          | 7      |
| Abd. | 54 | Carlo Pedrazzini            | Privé            | Maserati Tipo 26 B    | 13    | Allumage              | 23     |
| Abd. | 28 | Philippe Étancelin          | Privé            | Bugatti Type 35C      | 6     | Piston                | 16     |
| Abd. | 34 | William Grover-Williams     | Privé            | Bugatti Type 35C      | 5     | Valve                 | 4      |

- Légende: Abd.=Abandon.

## Pole position et record du tour
- Pole position :  René Dreyfus (Maserati) par tirage au sort.
- Meilleur tour en course :  Louis Chiron (Bugatti) en 2 min 7 s.